# Hundersingen (Münsingen)
Hundersingen ist ein Ortsteil der Stadt Münsingen. Zu der Ortschaft gehören auch die Höfe Fladhof und Haldenegg.

## Geographie

### Geographische Lage
Hundersingen liegt an der K 6796 auf der Schwäbischen Alb im Tal der Großen Lauter zwischen Münsingen und Hayingen.

### Schutzgebiete, Natur
Hundersingen ist vollständig umschlossen vom Landschaftsschutzgebiet
4.15.134 Großes Lautertal und auch vom FFH-Gebiet Nr. 7622-341 Großes Lautertal und Landgericht. Das Vogelschutzgebiet 7624-441 Täler der Mittleren Flächenalb grenzt im Norden direkt an die Ortslage.

## Geschichte
Das Dorf wurde um 1100 in den Zwiefalter Chroniken erstmals als Hundirsingin  erwähnt. Dorf und Burg waren im Besitz der Edelfreien von Hundersingen. Der Niedergang des Geschlechts bedingte 1352 den Verkauf der Stammburg samt Dörfern, Weilern und Gerichten an Württemberg. 1463 bis 1510 war Hundersingen als württembergisches Lehen in Händen der Truchsessen von Bichishausen. Im Dreißigjährigen Krieg wurde das Dorf völlig zerstört und entvölkert, erst im 18. Jahrhundert begann der Wiederaufbau.
Im Zuge der Gemeindegebietsreform in Baden-Württemberg wurde Hundersingen am 1. Januar 1975, gemeinsam mit Bichishausen, Buttenhausen, Magolsheim und Rietheim, nach Münsingen eingemeindet.

## Sehenswürdigkeiten
- Burgruine Hohenhundersingen
- Evangelische Kirche: Eine Kirche und Pfarrei wurde in Hundersingen 1275 erstmals erwähnt. Das Patronat hatten die Ortsherren. Die Reformation wurde durch Württemberg 1534 eingeführt. Die heutige Pfarrkirche ist ein einfacher Saalbau von 1611 mit einer spätbarocken Orgel, Die drei Glaskunstfenster aus den 1980er Jahren mit dem Thema Dreieinigkeit (Vater, Sohn und Heiliger Geist) stammen von der früheren Zwiefalter Künstlerin Ursula Nollau (* 1944), die jetzt in Sachsen lebt.[3]